# Жиль Коррозе

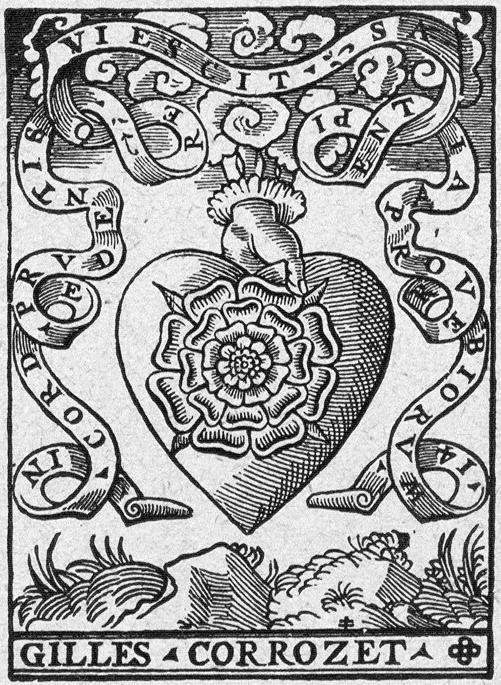
Торговий знак Жиля Короз. 1541 р.

Жиль Корозе (фр. Gilles Corrozet; 4 січня 1510, Париж — 4 липня 1568, там само) — французький письменник, перекладач, історик, видавець, друкар, книготорговець доби Відродження.

## Біографія
Самоучка, жодної університетської освіти не здобув, натомість набув великих знань, включаючи лінгвістику, і зарекомендував себе, з-поміж іншого, як автор історичних книг про Париж. Його перша історична робота вийшла 1532 року і являла собою щось на зразок історичного путівника по місту (з назвами вулиць і кварталів Парижа).
Він також написав історію Франції та французьку версію коментарів Марсіліо Фічіно до «Бенкету» Платона (Diffinition et perfection de l'amour) і книгу емблем (Hecatomgraphie).
1542 року з'явився його переклад «Басен» Езопа.
Двоє його синів та зять Ніколас Бонфонс також були видавцями та друкарями.

## Вибрані роботи

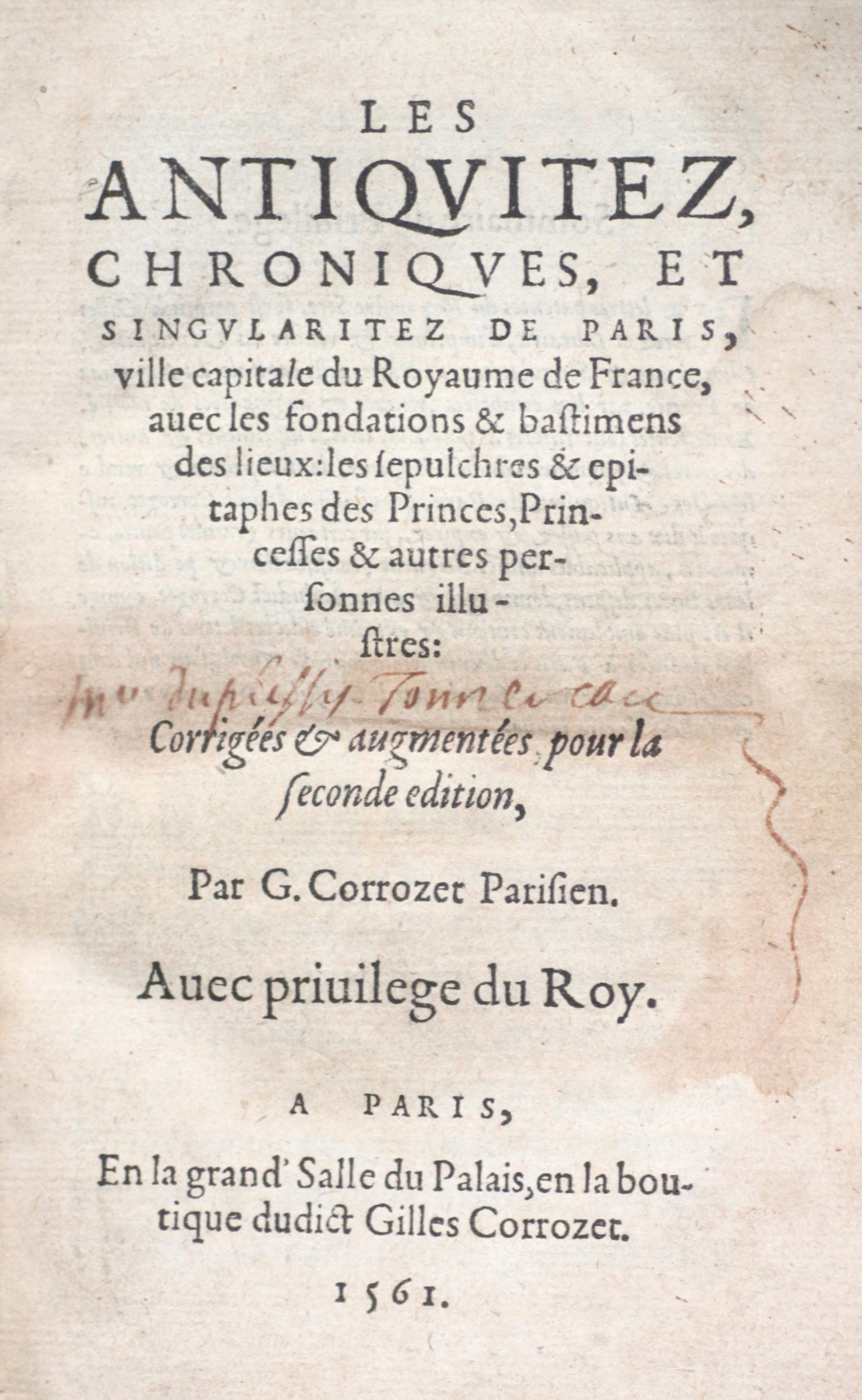
Gilles Corrozet: Антика, Хроніки Парижа. 1561 р.

- La fleur des antiquites de la noble et triumphante ville de Paris, Paris, 1532
- Blasons domestiques, 1539
- Simulachres et historiées faces de la mort, Lyon, 1538
- Historiarum Veteris Testamenti Icones, Lyon, 1539 (mit Holzschnitten von Holbein)
- Definition et perfection de l'amour, Paris: D. Janot, 1541—1542
- Les Fables du très ancien Esope, mises en rithme françoise, Paris, 1542
- Hecatomgraphie, Париж: Denis Jacot 1540, weitere Ausgaben bis, 1544
- Les Antiquitez, croniques et singularitez de Paris, Paris: 1552, Nachdruck von Nicolas Bonfons, 1586 bis 1588
- cones Mortis, Basel, 1554
- Tapisserie de l'église chrétienne
- Le thresor des histoires de France. Reduit par tiltres, у вигляді de lieux communs, 1583